# Instituto Max Planck de Medicina Experimental
El Instituto Max Planck de Medicina Experimental (MPI EM. En alemán Max-Planck-Institut für Experimentelle Medizin) es una institución de investigación no universitaria de la Sociedad Max Planck con sede en Göttingen . El 1 de enero de 2022, el instituto se fusionó con el Instituto Max Planck de Química Biofísica en Göttingen para formar el Instituto Max Planck de Ciencias Naturales Multidisciplinarias.

## Historia
Fue fundado en 1947 como un instituto de investigación médica de la Sociedad Kaiser Wilhelm . Existe con su nombre actual desde 1965 y pertenece a la Sociedad Max Planck desde 1948.

## Estructura de la investigación
- Neurobiología Molecular
- Neurociencia Clínica
- Departamento de Neurogenética
- Biología molecular de señales neuronales ( investigación de canales iónicos )
- neurofisiología
- Expresión genética
- Neurología Molecular